# أوسكار هيدفال
أوسكار هيدفال (بالدنماركية: Oscar Hedvall) هو لاعب كرة قدم دنماركي في مركز حراسة المرمى، ولد في 9 أغسطس 1998 في الدنمارك في مملكة الدنمارك. لعب مع نادي سيلكيبورج.

## وصلات خارجية
- أوسكار هيدفال على موقع الاتحاد الأوربي (الإنجليزية)
- أوسكار هيدفال على موقع قاعدة بيانات كرة القدم.إي يو (الإنجليزية)
- أوسكار هيدفال على موقع Soccerway.com (الإنجليزية)